# Clastobryum dimorphum
Clastobryum dimorphum är en bladmossart som beskrevs av B. C. Tan, Iwatsuki, Norris in B. C. Tan och Iwatsuki 1992. Clastobryum dimorphum ingår i släktet Clastobryum och familjen Sematophyllaceae. Inga underarter finns listade i Catalogue of Life.